# Yvon Sanquer

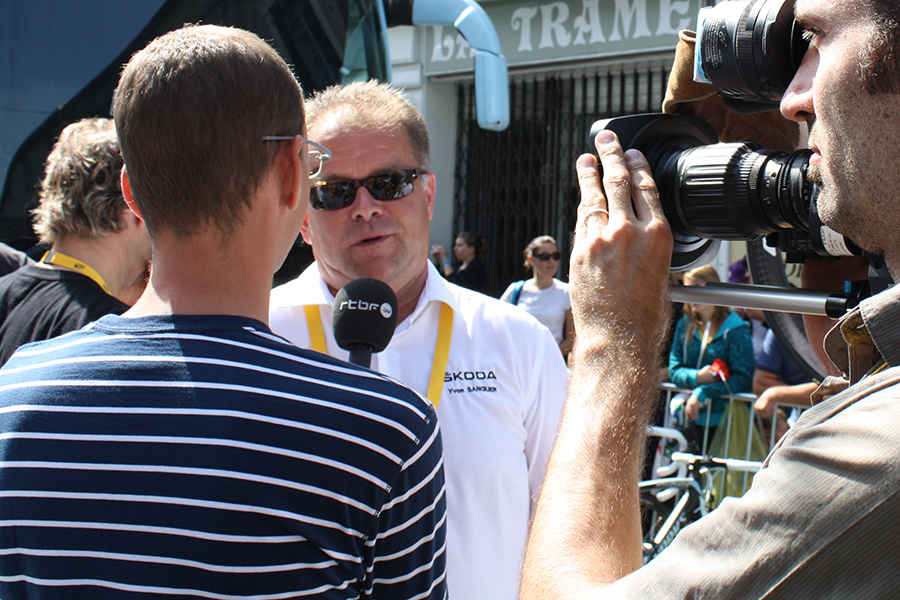
Tijdens Tour de France (2011)

Yvon Sanquer (Plougonven, 12 mei 1959) is een Frans sportief leider. Hij is sinds 2010 de algemeen manager van de internationale wielerploeg Astana, de ploeg van meervoudig tourwinnaar Alberto Contador, alsook de broer van de voormalige renner Jean-Jacques Sanquer (1946-1984).

## Sportief leider
Van 1990 tot 1994 was de Bretoen sportief directeur van de voetbalploeg US Créteil-Lusitanos, uit de omgeving van Parijs. Van 1995 tot 1998 werd hij sportief directeur van de Franse wielerploeg Mutuelle de Seine-et-Marne met o.a. Nicolas Jalabert. Een ploeg die voor de betrokken renners meestal een opstap was naar het grotere werk. De bescheiden ploeg hield eind 1998 op met bestaan. 
Van 1999 tot 2001 nam Sanquer de leiding bij Festina, nà de problemen met de ploeg die bekendstaan als de Festina-affaire. Vervolgens ging hij aan de slag als voorzitter bij de Ligue Nationale du Cyclisme. De meest naambekendheid kreeg hij als manager van de ploeg Astana die hij vanaf 2010 leidde, in opvolging van Johan Bruyneel.
Het grootste sportieve succes behaalde Sanquer in 2010 met Alberto Contador. Die won niet enkel voor de derde keer de Tour de France, die hem later werd ontnomen omdat hij positief testen op Clenbuterol. maar werd ook nog de eindwinnaar in de Ronde van de Algarve, Parijs-Nice en de Ronde van Castilië en León.